# Герасютенко, Сергей Павлович
Сергей Павлович Герасютенко (род. 4 августа 1960, Ананьев, Одесская область, Украинская ССР, СССР) — военный и государственный деятель Приднестровской Молдавской Республики и России. Начальник Главного штаба Вооружённых сил Приднестровской Молдавской Республики — Первый заместитель министра обороны Приднестровской Молдавской Республики с 6 сентября 2016 по 7 сентября 2020. Генерал-майор.

## Биография
Родился 4 августа 1960 в городе Ананьев Одесской области Украинской ССР.

### Образование
В 1977 окончил среднюю школу № 2 в Ананьеве.
В 1981 окончил Одесское высшее артиллерийское командное училище имени М. В. Фрунзе.

### Трудовая деятельность
С 1981 по 1990 — служил в Забайкальском военном округе и в Группе советских войск в Германии. 
С 1990 по 2006 — служил в 14-й гвардейской общевойсковой армии и оперативной группе российских войск в Приднестровском регионе республики Молдова. Занимал должности командира взвода, командира батареи, начальник штаба дивизиона, командира дивизиона, старшего офицера оперативного отдела, начальника службы войск и безопасности военной службы.
С 2007 — в Вооружённых силах Приднестровской Молдавской Республики. 
С 6 сентября 2016 по 7 сентября 2020 — начальник Главного штаба Вооружённых сил Приднестровской Молдавской Республики — Первый заместитель министра обороны Приднестровской Молдавской Республики. Входит в состав Комиссии по вопросам гражданства при Президенте Приднестровской Молдавской Республики.
22 февраля 2019 указом президента Приднестровской Молдавской Республики присвоенно воинское звание генерал-майор.

## Семья
Женат; два сына.

## Награды
награды России
- Медаль «За отличие в военной службе» II и III степеней[1]

награды ПМР
- Медаль «За трудовую доблесть»
- Медаль «За отвагу»
- Медаль «Защитнику Приднестровья» (21 августа 1995) — за активное участие по оказанию помощи в период боевых действий по защите Приднестровской Молдавской Республики от агрессии Молдовы[6]
- Грамота Президента Приднестровской Молдавской Республики (2 августа 2010) — за большой вклад в укрепление и повышение боевой готовности Вооружённых сил Приднестровской Молдавской Республики и в связи с юбилейными датами со дня рождения[7]
- Орден «За службу Родине в Вооружённых Силах Приднестровской Молдавской Республики» III степени (6 сентября 2016) — за[8]
- Медаль «За безупречную службу» III степени (30 августа 2017) — за большой вклад в укрепление и повышение боевой готовности Вооружённых сил Приднестровской Молдавской Республики, добросовестное выполнение воинского долга и в связи с Днём Вооружённых сил Приднестровской Молдавской Республики[9]
- Медаль «75 лет Победы в Великой Отечественной войне 1941—1945 гг.» (8 апреля 2020) — за значительный вклад в Победу в Великой Отечественной войне, активное участие в военно-патриотическом воспитании подрастающего поколения и в связи с 75-й годовщиной Победы советского народа в Великой Отечественной войне 1941—1945 гг.[10]
- Медаль «30 лет Приднестровской Молдавской Республике» (16 июля 2020) — за большой вклад в защиту, становление и развитие Приднестровской Молдавской Республики, активную общественную деятельность, добросовестный труд, высокий профессионализм и в связи с 30-й годовщиной со дня образования Приднестровской Молдавской Республики[11]